# Princes Street
Princes Street recibe su nombre ("calle de los príncipes") en honor a los dos hijos del rey Jorge III, el duque de Rothesay y Federico Augusto de Hannover. Es una de las calles principales de Edimburgo, junto a Royal Mile.
Está situada en New Town, paralela a George Street y a Princes Street Gardens.
Tiene alrededor de 1 milla (un kilómetro y medio aproximadamente.)

## Circulación

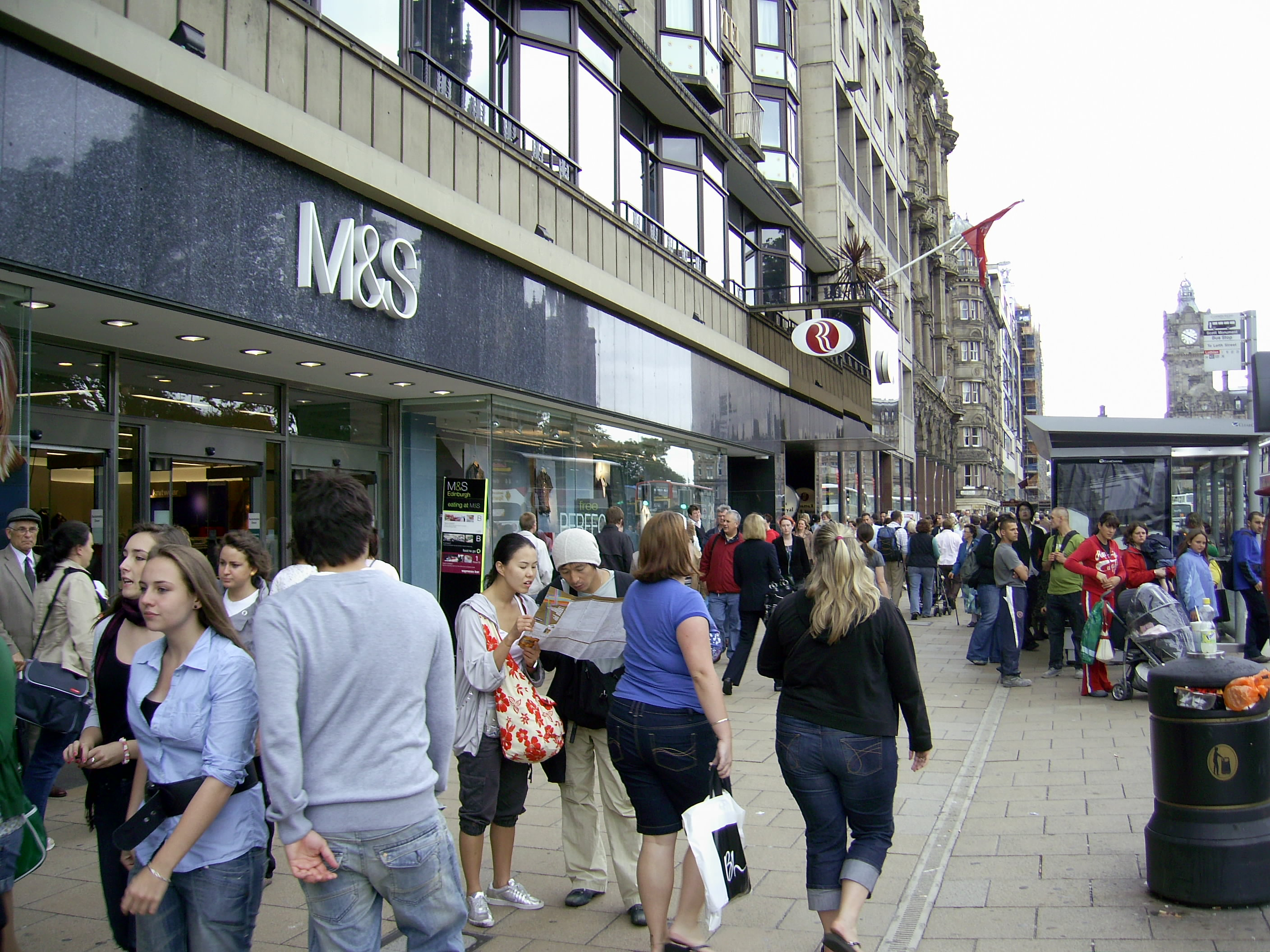
Tiendas en Princes Street.

Princes Street está cortada en casi todo su recorrido a los vehículos privados (excepto bicicletas). Está muy transitada por el transporte público, hay gran variedad de líneas de autobuses, los taxis transitan mucho por esta calle y se está construyendo el Edimburgh Trams (Tranvía de Edimburgo).
- Datos: Q1548664
- Multimedia: Princes Street / Q1548664